# 三明機工
三明機工株式会社（さんめいきこう英: Sanmei Mechanical Inc.）は、静岡県静岡市に本社、工場を置く機械メーカーである。
三明電子産業株式会社と共に、三明グループに属する。

## 沿革
- 1979年　軟質材の自動積載装置開発。
- 1980年　新東工業(株)と熱風キュポラについての技術提携。
- 1981年　漁撈機器の製作に着手。西独VFG社と分割送風キュポラの創業技術を提携。
- 1984年　多目的スタッカー開発。ダクタイル鋳鉄用堰折機開発。
- 1985年　N/Cスリッター開発。
- 1986年　キュポラ用原材料全自動供給装置開発。旋盤用N/Cローダー開発。
- 1987年　電気炉用合鉄自動供給装置開発。N/Cポジショナー開発。直交型ロボット開発。オートシャー、オートカッター開発。
- 1989年　設計用CADシステム導入。アルミ建材用N/Cボーリングマシン開発。新事務所完成。
- 1990年　新工場完成並びに別棟改装。生産体制拡充を計る。
- 1992年　ロボットインテグレーター事業を強化。
- 1993年　ダイキャストマシン周辺全自動システム開発。
- 1994年　ロボットに依る溶接自動化ライン開発。
- 1995年　通産省PL三次元応力負荷装置を開発納入。まぐろ延縄漁におけるドラッグ機能付巻揚機「パワーローラー」開発。
- 1996年　ロボットに依るアルミ鋳造部品のタップネジ穴自動検査装置を開発。
- 1997年　ダイキャストマシン用スプレーロボットシステム開発。ファウンドリー部門を強化。
- 1999年　注湯流接種装置開発。
- 2000年　液晶ガラス基板搬送システムの開発。
- 2001年　遠心鋳造設備を開発。
- 2004年　液晶ガラス基板用フィルムリムーバー開発。省エネルギー真空補器　i-ジョイント開発。
- 2005年　清地新工場完成。G7.5ガラス基板クレート式,平置式梱包装置開発。
- 2006年　液晶モジュール点灯検査装置開発。ロボットアカデミー開設。液晶ガラス基板エアー浮上搬送システム開発。
- 2007年　液晶セル基板開梱、梱包装置開発。G8ガラス基板クレート式開梱装置開発。
- 2008年　ロボットバリ取り分野を強化。G8ガラス基板平置式開梱装置開発。

## 関連企業
- 株式会社 三明
- 三明電子産業株式会社

## 出展
- 国際ロボット展
- ファインテックジャパン
- 日本鋳造工業会
- (社)日本鋳造工学会　第152回全国講演大会展示会
- 第六届中国国際圧鋳会議・展覧会
- 日本ダイカスト会議・展示会
- 2010くまもと産業ビジネスフェア

## 掲載紙
- “タイでロボット技術指導　三明機工、養成学校を開校”. 日本経済新聞. (2013年9月19日)
- “タイに技術者養成学校”. 静岡新聞. (2013年9月13日)
- “三明機工、タイで産ロボ技能者育成－プログラムの作成訓練”. 日刊工業新聞. (2013年1月25日)
- 日経ものづくり
- 日経ビジネス